# Wake Forest Demon Deacons (honkbal)
Het Wake Forest Demon Deacons honkbalteam vertegenwoordigt Wake Forest University in NCAA Division I honkbal. Het team speelt in de Atlantic Coast Conference. In 1955 wonnen de Demon Deacons de College World Series.

## Geschiedenis
In 1891 werd het honkbalteam van Wake Forest University opgericht. Tot 1953 was Wake Forest onderdeel van de Southern Conference. Sinds 1953 speelt Wake Forest in de ACC. In 1955, 1962, 1963 en in 2023 werden de Demon Deacons kampioen van de ACC.

### College World Series
In 1949, 1955 en 2023 wisten de Demon Deacons de College World Series te bereiken. In 1949, bij hun eerste deelname, wonnen ze het toernooi.

## David F. Couch Ballpark
De Demon Deacons spelen sinds 2009 hun thuiswedstrijden in het David F. Couch Ballpark. Daarvoor was het stadion (destijds Ernie Shore Field geheten) het thuis van de Winston-Salem Dash, die verhuisden naar een nieuw stadion. Sinds februari 2016 is het stadion vernoemd naar David Couch, een voormalig Demon Deacons speler. Daarnaast Couch doneerde een substantieel bedrag aan de Demon Deacons, dat gebruikt werd voor het $14 miljoen kostende spelerscentrum.
Het stadion biedt plaats aan 3.823 toeschouwers.

## Voormalige spelers in de Major League Baseball
42 oud spelers van de Demon Deacons hebben de Major League Baseball bereikt.